# Клоринда (Освобождённый Иерусалим)

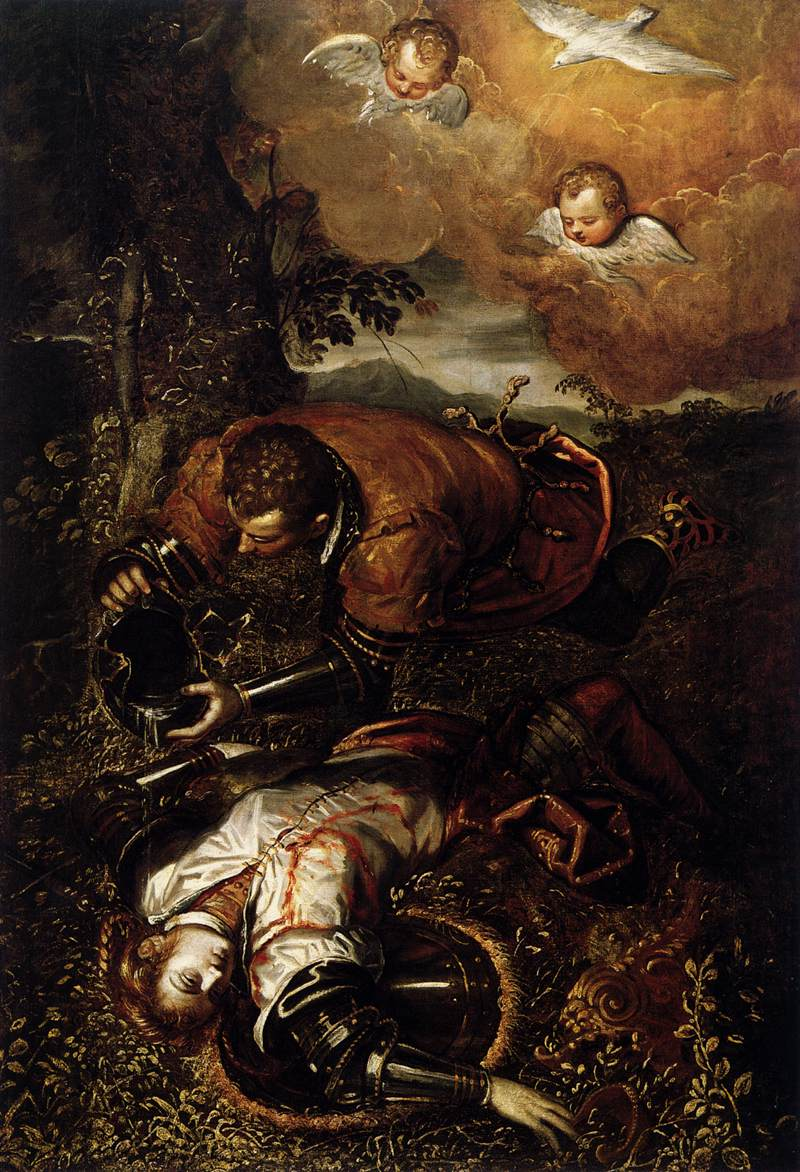
Танкред, крестящий Клоринду, Доменико Тинторетто, ок. 1585.

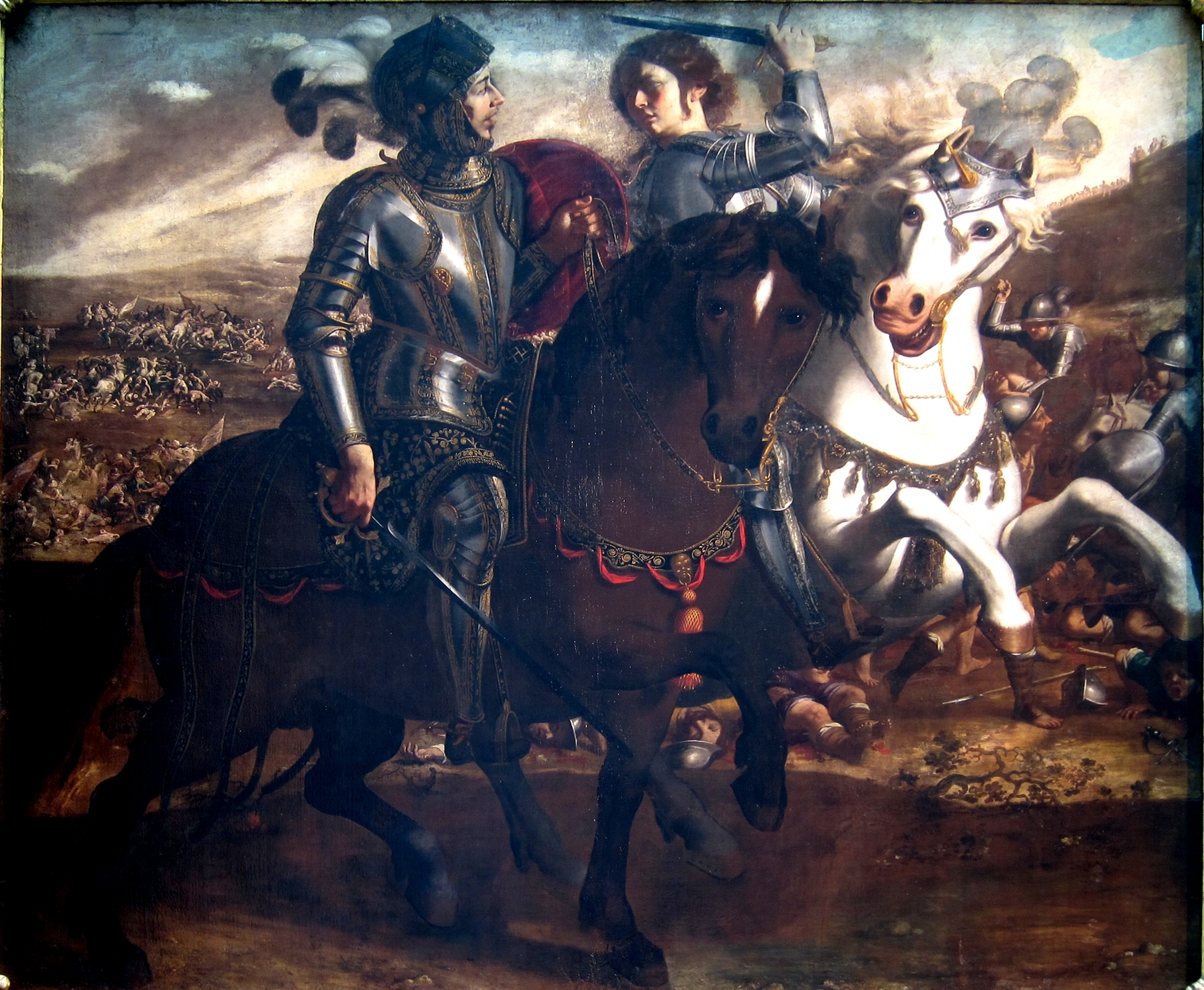
Клоринда нападает на Танкреда, изображение из серии Паоло Доменико Финолья.

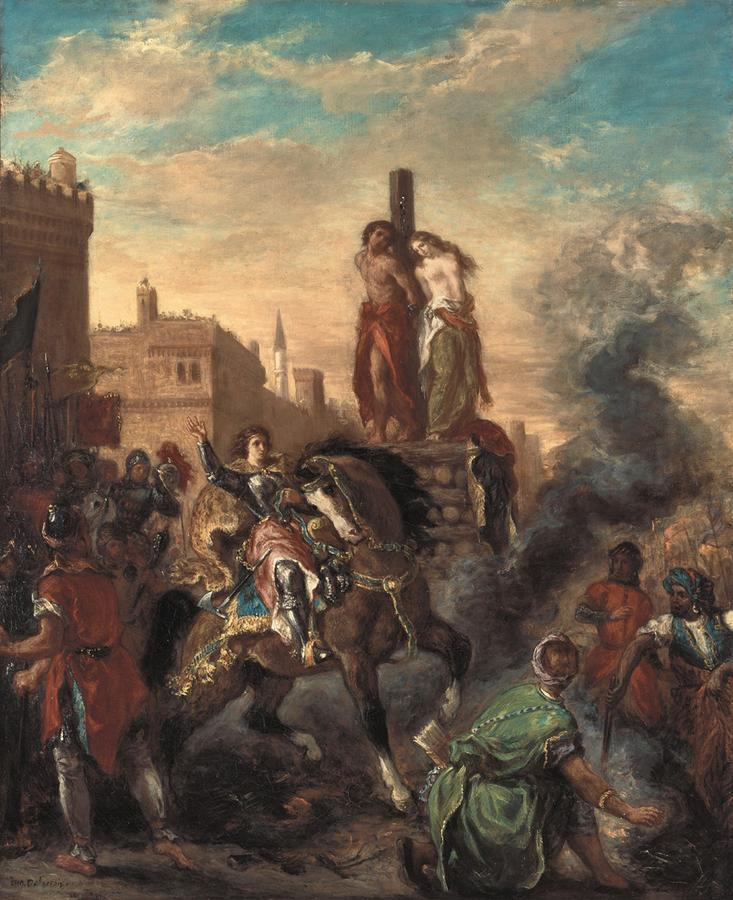
«Клоринда спасает Олиндо и Софронию» Эжена Делакруа, картина в Новой пинакотеке.

Клоринда — персонаж поэмы Торквато Тассо «Освобожденный Иерусалим», впервые опубликованной в 1581 году. Женщина-воин сарацинской армии.
Впервые она возникает во 2 песне поэмы, когда спасает от казни Софронию и Олиндо, двух любящих друг друга христиан Иерусалима, затем она оказывается под командованием короля Иерусалима Аладина, помогая оборонять город вместе с отважным рыцарем Аргантом. Танкред увидел её на поле и влюбился в неё, отказываясь сражаться с ней. По этой причине из христианского воинства был послан более слабый герой, и Клоринда убила его. Эрминия, её спутница, будучи сама влюблена в Танкреда, затем бежала из Иерусалима под видом Клоринды, намереваясь войти в христианский лагерь, но, будучи застигнута врасплох отрядом рыцарей, бежала и заблудилась в лесах.
Танкред влюбляется в неё в Песне 3. Во время ночной битвы, в которой она поджигает христианскую осадную башню, её убивает Танкред, не узнающий её в доспехах под покровом тьмы. Она обращается в христианство перед самой смертью (Песнь 12).
Характер Клоринды частично вдохновлен Камиллой Вергилия и Брадамантой у Ариосто; обстоятельства её рождения (европейская девушка, рождённая африканскими родителями) смоделированы по образцу главной героини (Хариклея) древнегреческого романа Гелиодора "Эфиопика".

## Образ Клоринды искусстве
Il Combattimento di Tancredi e Clorinda (Сражение Танкреда и Клоринды)— оперная сцена для трёх голосов Клаудио Монтеверди, инсценирующая финальный бой, она впервые была исполнена в 1624 г. и была популярна с момента возрождения интереса к старинной музыке в середине XX в. Хотя поток опер XVIII в., основанных на Тассо, в основном охватывал разные части сюжета, особенно историю Армиды, но Клоринда была первой ролью для контральто во французской опере, а именно в  в музыкальной трагедии Танкред 1702 г. композитора Андре Кампра и либреттиста Антуана Данше.
Борьба Клоринды с Танкредом, её обращение и смерть были особенно популярными сюжетами в художественном искусстве.